# 빈스 플린
빈센트 "빈스" 플린(영어: Vincent "Vince" Flynn, 1966년 4월 6일 ~ 2013년 6월 19일)은 미국의 스릴러 소설가이다. 미치 랩 시리즈로 유명하며, 드라마 《24》의 작가로도 활동했다. 2013년 전립선암으로 사망했다.

## 생애
1966년 미네소타주 세인트폴에서 태어났다. 세인트 토머스 아카데미를 졸업하고 세일즈맨으로 일하며, 1990년 해병대에 자원했지만 건강 문제로 불합격된다. 이후 헤밍웨이, 클랜시, 어빙, 러들럼, 톨킨을 동경하여 1993년 첫 작품 《임기종료》를 쓴다. 그러나 5년간 60곳 이상의 출판사에서 거절만 당하자 결국 1997년 자비출판했고, 출간 후 입소문만으로 베스트셀러가 되어 큰 명성을 얻는다. 작품의 성공을 발판 삼아 2년 후 CIA 요원 미치 랩을 주인공으로 한 미치 랩 시리즈의 첫 작품 《권력의 이동》을 발표한다.

## 저작

### 단독 시리즈
- 임기종료(1997) : 미치 랩 시리즈 이전에 집필했던 단독 작품. 미치 랩과는 세계관을 공유한다.

### 미치 랩 시리즈
플린은 1999년 《권력의 이동》을 시작으로 총 10개 작품을 써냈으며, 2012년 《마지막 사나이》(The Last Man)을 쓰고 병사했다. 이후 카일 밀스가 시리즈를 이어 쓰고 있다. 이 중 《아메리칸 어쌔신》과 《킬 샷》은 프리퀄로 《권력의 이동》의 이전 시점을 다룬다.
| 연도 | 제목          | 원제                | 비고           |
| ---- | ------------- | ------------------- | -------------- |
| 1999 | 권력의 이동   | Transfer of Power   |                |
| 2000 | 제3의 선택    | The Third Option    |                |
| 2001 | 권력의 분립   | Separation of Power |                |
| 2003 | 집행권        | Executive Power     |                |
| 2004 | 전몰자의 날   | Memorial Day        |                |
| 2005 | 제거명령      | Consent to Kill     |                |
| 2006 | 반역행위      | Act of Treason      |                |
| 2007 | 보호와 방어   | Protect and Defend  |                |
| 2008 | 극단적인 조치 | Extreme Measures    |                |
| 2009 | 명예 추구     | Pursuit of Honor    |                |
| 2010 | 미국의 암살자 | American Assassin   | 프리퀄 1편     |
| 2012 | 킬 샷         | Kill Shot           | 프리퀄 2편     |
| 2012 | 최후의 사나이 | The Last Man        |                |
| 2014 | 생존자        | The Survivor        | 카일 밀스 작품 |
| 2016 | 살인명령      | Order to Kill       | 카일 밀스 작품 |
| 2017 | 국가의 적     | Enemy of the State  | 카일 밀스 작품 |